# Аристид Атински
Вижте пояснителната страница за други личности с името Аристид.
Аристид Атински, известен още и като Маркиан Аристид (на латински: Marcianus Aristides; на гръцки: Ἀριστείδης Μαρκιανός), е раннохристиянски автор, светец, философ и апологет от Атина, живял и творил през първата половина на 2 век. Католическата църква почита паметта му на 31 август, а Праволсавната – на 13 септември.
Той живее по времето на Квадрат Атински († ок. 130 в Атина), епископ на Атина и апологет, и пише като него на римския император Антонин Пий или на Адриан.

## Издания
- Bernard Pouderon u.a.: Aristides, Apologie (= Sources chrétiennes 470). Les Éditions du Cerf, Paris 2003
- Kaspar Julius (преводач): Des Aristides von Athen Apologie (= Bibliothek der Kirchenväter 12, 1. Band). Kösel, Kempten und München 1913, S. 3 – 54